# Bolla de chicharrones
La torta de chicharrones es un característico dulce tradicional presente en la gastronomía de toda la geografía española, por ser una de las masas más extendidas del país.
Aunque su nombre más común es el de torta de chicharrones, en algunas regiones recibe otras denominaciones: en Cantabria es torta de coscorones, en Cataluña es coca de llardons, en Extremadura es bolla de chicharrones, en Galicia también se la conoce como torta de rixons, en La Rioja es sobada en chinchorras, en Huelva es torta follá y en Navarra y País Vasco se llaman tortas de chanchigorri.
Con la colonización española, la receta viajó a América, donde se adaptó con los ingredientes locales, perviviendo ejemplos en el norte de Argentina, donde se conoce como tortitas con chicharrones, en Chile y en Uruguay, donde tiene forma de rosca, denominándole rosca de chicharrones.

## Historia y descripción
Su origen en la península ibérica podría vincularse a la tradición medieval de aprovechar todos los productos derivados del cerdo después de la matanza, por lo que es una receta de aprovechamiento. Su receta ya es recogida en 1611 por Francisco Martínez Motiño, cocinero real de Felipe II, Felipe III y Felipe IV en su famoso Arte de Cozina, Pasteleria, Vizcocheria, y Conserveria, uno de los compendios más importantes sobre gastronomía publicado en lengua castellana. En la obra, la receta es recogida como  «fruta de chicharrones».
Se trata de una torta de pan común, que tiene como ingredientes básicos la harina, huevos, manteca de cerdo, chicharrones, anís y azúcar, lo que la convierte en un dulce. Tras mezclar los ingredientes, se extiende de manera aplanada. La forma irregular de la parte superior se obtiene hundiendo los dedos y pellizcando la masa; tras ello, se unta con huevo batido y se espolvorea azúcar por encima antes de hornear. Dependiendo de la región, puede incluir otros ingredientes como canela, miel, piñones aceite de oliva, vino blanco, piel y zumo de limón, licor de anís o ralladura de naranja, entre otros.
Si bien hoy en día pueden encontrarse durante todo el año, por lo general son típicas de la época invernal, coincidiendo con época tradicional de la matanza del cerdo, pues los chicharrones ni son un producto muy abundante de la matanza ni solían conservarse durante mucho tiempo. Sin embargo, en algunas regiones son un dulce típico de Carnaval y otras celebraciones.
Por sus ingredientes este dulce es rico en hidratos de carbono pero también en azúcares y grasas, por lo que es un alimento altamente calórico pero con muy diferentes fuentes de calorías, de rápida, de media y de lenta liberación, por lo que constituye un buen alimento en las épocas invernales como almuerzo o merienda.

## Distribución y variantes

### España
Andalucía
En Andalucía se compone de los ingredientes básicos, era consumida durante la época de Carnaval, aunque ahora se consume durante todo el año. Se encuentra tanto en la ciudad de Almería, como en su provincia, como por ejemplo Alsodux.
En la provincia de Cádiz la encontramos en Alcalá de los Gazules, en la provincia de Córdoba en Pozoblanco, en la provincia de Jaén en Aldeaquemada, en los pueblos de la Sierra Mágina, donde se consume por san Antón, y en Villanueva del Arzobispo.
En la provincia de Málaga destaca en la zona de la Serranía de Ronda, y en la provincia de Sevilla la encontramos en la Sierra Norte, en pueblos como El Real de la Jara, Guadalcanal o San Nicolás del Puerto. En la provincia de Huelva es conocida como torta follá, aunque también es llamada torta de chicharrones en la Sierra de Huelva, en Cortegana y en la Sierra de Aracena y Picos de Aroche.
Aragón
En Aragón, donde destacan los municipios de Alcubierre y Loarre (Huesca), así como en el Valle del Huecha.
Cantabria
En Cantabria se encuentra en la comarca de Liébana, donde se le denomina torta de coscorones.
Castilla-La Mancha
También es un dulce tradicional de Castilla-La Mancha, donde se puede encontrar en Ciudad Real.
Castilla y León
En Castilla y León conserva la receta tradicional y por lo general es consumida durante los meses de noviembre y diciembre. Se puede encontrar en las provincias de Ávila, Burgos, en municipios como Ibeas de Juarros, en Soria (Berlanga de Duero), y en la comarca leonesa de El Bierzo.
Forma parte del recetario de casi todos los municipios de la provincia de Segovia, como Ayllón, Cuéllar, Duratón, Garcillán, Marazuela, Martín Muñoz de las Posadas, Navalmanzano, Otero de Herreros, Pedraza, Santo Tomé del Puerto, Sepúlveda o Turégano.
En la provincia de Salamanca en municipios como El Manzano, y en la provincia de Valladolid, en municipios como Campaspero o Matapozuelos.
Cataluña
En Cataluña recibe el nombre de coca de llardons, y es una coca de las típicas mediterráneas.
Comunidad de Madrid
También es tradicional en la Comunidad de Madrid.  En el Madrid de 1835 había varios establecimientos que las comercializaban. Dentro de la comunidad, se puede encontrar en municipios como Alcobendas o El Boalo.
Comunidad Valenciana
Dentro de la Comunidad Valenciana se puede encontrar en la provincia de Alicante, en municipios como Los Montesinos, Petrel, Daya Nueva y Orihuela. También está presente en la provincia de Valencia, en municipios como Canal de Navarrés, Cortes de Pallás o Jalance.
Extremadura
En Extremadura es conocida como bolla de chicharrones o bolla de matanza, y es tradicional en muchos pueblos de la comunidad. Además de los ingredientes básicos, en esta zona se emplean también el aceite de oliva virgen extra, el vino blanco, canela, miel y cáscara de limones y naranjas.
Galicia
En Galicia también se la conoce como torta de rixons, y tiene limón entre sus ingredientes.
Región de Murcia
En la Región de Murcia se considera un dulce de otoño, y es tradicional tanto de Murcia como de otros municipios como Lorca, Puerto Lumbreras o Molina de Segura
La Rioja
En La Rioja, donde se le denomina sobada en chinchorras, encontrándose en Arnedo. Entre sus ingredientes también incluye la canela.
Navarra
En Navarra se llaman tortas de chanchigorri.
País Vasco
En el País Vasco comparten nombre con Navarra.

### Argentina
La cocina argentina, con mucha influencia de españoles, conserva en su recetario preparaciones criollas, como las tortitas con chicharrón, también denominadas tortón con chicharrones.
Conserva la receta tradicional, y son particularmente típicas en la región de Cuyo y su Provincia de Mendoza.

### Uruguay
En Uruguay se denominan roscas de chicharrones y conservan la receta tradicional, aunque por la importancia que tiene el vacuno en el país, se ha sustituido el chicharrón de cerdo por el de vaca. Se suele tomar acompañada de mate.